# アエロ・カリビアン航空883便墜落事故
アエロ・カリビアン航空883便墜落事故（アエロ・カリビアンこうくう883びんついらくじこ）は、2010年11月5日にキューバで発生した航空事故である。ポルトープランス国際空港発、アントニオ・マセオ空港（サンティアーゴ・デ・クーバ）経由ホセ・マルティ国際空港行きのアエロ・カリビアン航空883便（ATR 72型機）が、キューバ中央のサンクティ・スピリトゥス州サンクティ・スピリトゥス県グアシマルに墜落し、乗客乗員合わせて68人が全員死亡した。

## 事故機
当日883便に使用された機材はATR-72-212で、2006年10月からアエロ・カリビアン航空で運航されていた。 事故機は、1995年にシモンズ航空に導入され、その後コンチネンタル・エクスプレスで使用されていた。キューバに本社を置くアエロ・カリビアン航空は、事故機となる機を2006年に購入した。 製造元によると、飛行回数は34,500回以上で約25,000時間飛んでいた。アエロ・カリビアン航空はキューバの国営航空会社である 。

## 概要
883便はポルトープランス国際空港発アントニオ・マセオ空港経由ホセ・マルティ国際空港行きだった。現地時刻16時50分（UTC20時50分）にポルトープランス国際空港を離陸し、アントニオ・マセオ空港を経由して最終目的地であるホセ・マルティ国際空港に向かっていた。833便は17時42分に緊急事態宣言をした後に空港から210マイル（340km）南東にある町の近くに墜落した。 目撃者は「墜落する直前、883便が低空を不安定に飛行していた」と証言した。
グアシマルの医療施設は生存者を受け入れるために準備をした。しかし、深夜までの間に生存者の見込みはないと分かった。
この事故は、ATR 72で発生した事故としてはアメリカン・イーグル4184便墜落事故と並び、最悪のものだった。また、キューバで発生した航空事故としては、1989年9月3日に発生したクバーナ航空9646便墜落事故（151人死亡）と2018年5月18日に発生したクバーナ航空972便墜落事故（112人死亡）、1977年5月27日に発生したアエロフロート・ロシア航空331便墜落事故（69人死亡）についで最悪のものになった。クバーナ航空9646便とアエロフロート・ロシア航空311便の機材はIl-62Mで、クバーナ航空972便の機材はボーイング737であった。

## 原因
キューバの事故調査委員会（IACC）が事故調査を行った。調査には、事故機の製造元であるATRとフランス航空事故調査局（BEA）が参加した。
2010年12月、IACCはフライト・レコーダーの分析においては、ATR 72の技術的問題は発見されていないと述べた。事故機は、高度20,000フィート (6,100 m)で激しい着氷に見舞われた。

## 乗員乗客
乗員7名、乗客61名全員が死亡した。
| 国籍         | 乗員 | 乗客 | 合計 |
| ------------ | ---- | ---- | ---- |
| キューバ     | 7    | 33   | 40   |
| アルゼンチン | -    | 9    | 9    |
| オーストリア | -    | 2    | 2    |
| オランダ     | -    | 3    | 3    |
| フランス     | -    | 1    | 1    |
| ドイツ       | -    | 2    | 2    |
| イタリア     | -    | 1    | 1    |
| 日本         | -    | 1    | 1    |
| メキシコ     | -    | 7    | 7    |
| スペイン     | -    | 1    | 1    |
| ベネズエラ   | -    | 1    | 1    |
| 合計         | 7    | 61   | 68   |